# Marc Nerlove
Marc Leon Nerlove (Chicago, 12 ottobre 1933 – Chicago, 10 luglio 2024) è stato un economista e statistico statunitense specialista dei metodi econometrici delle serie temporali e dei dati panel.
Le sue pubblicazioni le più conosciute furono gli studi sui ritardi nelle aspettative adattive, le ricerche sui metodi moderni delle serie temporali e dei dati panel e l'analisi del settore agricolo.
Per le sue stime delle funzioni di produzione utilizzò per la prima volta la teoria della dualità. Nerlove sviluppoò anche insieme a Pietro Balestra una tecnica econometrica sovente utilizzata nel caso di dati temporali e trasversali combinati. Lo stimatore dei minimi quadrati generalizzati proposto per questi modelli a errori composti fu appunto chiamato metodo Balestra-Nerlove.

## Biografia
Nerlove nacque il 12 ottobre 1933 a Chicago, in Illinois (Stati Uniti d'America). Dal 1949 al 1952 studiò all'Università di Chicago. Si trasferì in seguito all'Università Johns Hopkins dove ottenne un Ph.D con una tesi sull'offerta dei prodotti agricoli.
Dopo essere stato docente per un anno accademico all'Università del Minnesota, Nerlove insegnò alle università Stanford (1960-1965), Yale (1965-1969), Chicago (1969-1974), Northwestern (1974-1982), Pennsylvania (1982-1993) e Maryland.
Nerlove fu presidente della Società d'econometria nel 1981. Fu membro de l'American Academy of Arts and Sciences e dell'Accademia nazionale delle scienze. Ottenne la Medaglia John Bates Clark e fu Distinguished Fellow dell'American Economic Association.

## Onorificenze
- Medaglia John Bates Clark 1969
- Dottore honoris causa dell'Università di Mannheim
- Dottore  honoris causa dell'Università di Ginevra

## Principali pubblicazioni
- "Adaptive Expectations and Cobweb Phenomena", Quarterly Journal of Economics, 1958, p. 227-240
- The Dynamics of Supply: Estimation of Farmers' Response to Price, Baltimore, 1958
- "Spectral Analysis of Seasonal Adjustment Procedures", Econometrica, 1964, p. 241-286
- "Spectral Comparisons of Two Seasonal Adjustment Procedures," Journal of the American Statistical Association, 1965, p. 442-491
- Estimation and Identification of Cobb-Douglas Production Functions, Chicago, 1965
- "Pooling Cross-Section and Time-Series Data in the Estimation of a Dynamic Model: The Demand for Natural Gas", Econometrica, 1966, p. 585-612 (con P. Balestra)
- "Experimental Evidence on the Estimation of Dynamic Economic Relations from a Time-Series of Cross Sections", Economic Studies Quarterly, 1967, p. 42-74
- "Further Evidence on the Estimation of Dynamic Economic Relations from a Time Series of Cross-Sections", Econometrica, 1971, p. 359-382
- "Lags in Economic Behavior", Econometrica, 1972, p. 221-251
- Analysis of Economic Time Series: A Synthesis, New York, 1979 (con D.M. Grether e J.L. Carvalho)
- "On the Formation of Price Expectations: An Analysis of Business Test Data by Log-Linear Probability Models", European Economic Review, 1981, p. 103-138 (con H. Koenig e G. Oudiz)
- "Expectations, Plans and Realizations in Theory and Practice," Econometrica, 1983, p. 1251-1279
- Household and Economy: Welfare Economics of Endogenous Fertility, New York, 1987 (con A. Razin e E. Sadka)
- Essays on Panel Data Econometrics, New York, 2002